# Oligonicella brunneri
Oligonicella brunneri är en bönsyrseart som beskrevs av Henri Saussure 1871. Oligonicella brunneri ingår i släktet Oligonicella och familjen Thespidae. Inga underarter finns listade i Catalogue of Life.